# Івановка (Нерчинсько-Заводський район)
Іва́новка (рос. Ивановка) — село у складі Нерчинсько-Заводського району Забайкальського краю, Росія. Адміністративний центр Івановського сільського поселення.

## Населення
Населення — 483 особи (2010; 510 у 2002).
Національний склад (станом на 2002 рік):
- росіяни — 99 %